# Aglaophenia latecarinata
Aglaophenia latecarinata är en nässeldjursart som beskrevs av George James Allman 1877. Aglaophenia latecarinata ingår i släktet Aglaophenia och familjen Aglaopheniidae. Inga underarter finns listade i Catalogue of Life.